# شعبده‌باز (فیلم ۲۰۰۶)
شعبده‌باز (به انگلیسی: The Illusionist) نام فیلمی به کارگردانی نیل برگر و محصول مشترک آمریکا و جمهوری چک می‌باشد که در سال ۲۰۰۶ ساخته شده و ادوارد نورتون، پل جیاماتی و جسیکا بیل در آن بازی کرده‌اند. این فیلم که برداشتی آزاد از داستان کوتاه «آیزنهایم شعبده‌باز» نوشتهٔ استیون میلهاوزر می‌باشد، داستان شعبده‌بازی اتریشی-مجارستانی به نام آیزنهایم را در اواخر قرن نوزدهم روایت می‌نماید که شیوه‌ای متفاوت از دیگر شعبده‌بازان را در کار خود به خدمت گرفته‌است.
فیلم شعبده‌باز که در سال ۲۰۰۷ نامزد دریافت جایزه اسکار بهترین دستاورد در زمینهٔ فیلمبرداری شده بوده‌است. داستان فیلم درباره شعبده بازی (نورتن) با قابلیت‌های مافوق طبیعی است که سعی می‌کند با استفاده از قدرت و توانایی اش، به عشق دوران کودکی اش، دختری (بیل) از طبقات مرفه جامعه دست یابد و بدین وسیله ساختارهای اجتماعی خشک و بسته ی وین اواخر قرن نوزدهم را متزلزل کند… همچنین این فیلم تاکنون چند بار از سیمای جمهوری اسلامی ایران نیز پخش شده‌است.

## داستان
آیزنهایم فرزند کابینت‌سازی اتریشی-مجارستانی است که توسط خانواده‌ای اشرافی برای ساخت قفسه استخدام شده‌است. او در آنجا عاشق سوفی، دوشس دوک‌نشین تشن می‌شود و گردن‌آویز قوطی‌مانند چوبی‌ای برای او درست می‌کند که اگر در جهت صحیح چرخانده شود، یک خانهٔ مخفی در آن نمایان می‌شود که عکس آیزنهایم جوان در آن قرار دارد. از آنجا که سوفی و آیزنهایم از نظرطبقاتی با یکدیگر بسیار فاصله دارند، پدر و مادر سوفی ملاقات آن دو را ممنوع کرده‌اند ولی آن‌ها مخفیانه با یکدیگر دیدار می‌کنند. آیزنهایم که در نوجوانی شاهد تردستی یک شعبده‌باز دوره‌گرد بوده و از آن زمان شیفتهٔ این کار شده‌است به سوفی می‌گوید که دوست دارد به چین برود تا اسرار بیشتری از این حرفه را بیاموزد و سوفی به او قول می‌دهد تا همراهش شود. آن دو در جایی پنهان می‌شوند ولی درست پیش از رفتن پلیس پیدایشان می‌کند. سوفی از آیزنهایم می‌خواهد که هر دویشان را غیب نماید ولی او نمی‌تواند و هر دو از یکدیگر جدا می‌شوند.
پس از این اتفاق آیزنهایم از آنجا می‌رود و برای آنکه فوت و فن‌های بیشتری را از شعبده‌بازی بیاموزد در جهان به مسافرت می‌پردازد و سرانجام پس از ۱۵ سال به زادگاه خود باز می‌گردد. او در یکی از نمایش‌هایش که در حضور ولیعهد لئوپولد انجام می‌دهد سوفی را می‌بیند و می‌فهمد که او به زودی قرار است تا با لئوپولد که فردی بی‌رحم است ازدواج نماید. سوفی هنوز گردن‌آویزی که آیزنهایم در جوانی برایش ساخته بوده دارد و هر دو درمی‌یابند که هنوز یکدیگر را دوست دارند و قرار می‌گذارند تا از کشور فرار نمایند. اما سوفی به آیزنهایم می‌گوید که ابتدا باید کاری در رابطه با ولیعهد لئوپولد انجام دهند چرا که او قصد کودتا و گرفتن قدرت از پدرش پادشاه فرانتز فیلیپ اول را دارد. حتی نامزدی او با سوفی نیز به دلیل ریشهٔ مجارستانی او و به دست آوردن حمایت مجارها بوده‌است و اگر فرار کنند، لئوپولد حتماً کسانی را به دنبالشان می‌فرستد تا آن دو را گرفته و بکشند.
لئوپولد از طریق بازرس اوهل که آن دو را تعقیب می‌کند به ارتباط سوفی و آیزنهایم با یکدیگر پی می‌برد و در حالت مستی، سوفی را متهم به روسپی‌گری می‌کند. سوفی به او می‌گوید که حاضر نیست با او ازدواج کرده و بخشی از نقشهٔ او باشد و در صدد ترک کردن او بر می‌آید؛ اما شمشیر لئوپولد بر گردنش فرود آمده و او را زخمی می‌کند. سوفی بیهوش بر اسبش از آنجا خارج می‌شود و پس از مدتی جنازهٔ او را از رودخانه خارج می‌کنند. لئوپولد از بازرس اوهل می‌خواهد تا آیزنهایم را زیر نظر بگیرد اما زمزمهٔ کشته شدن سوفی به دست ولیعهد در میان مردم به گوش می‌رسد.
آیزنهایم که از مرگ سوفی پریشان شده نمایشی جدید را ترتیب می‌دهد و با احضار ارواح مردگان، مردم را به شگفتی وا می‌دارد. لئوپولد که از ماجرا باخبر شده تصمیم می‌گیرد تا مخفیانه به دیدن یکی از این نمایش‌ها برود. آیزنهایم در آن نمایش روح سوفی را احضار می‌کند و او می‌گوید یکی از افرادی که در سالن حضور دارد او را کشته است. این سخن باعث وحشت لئوپولد می‌شود. بازرس اوهل از آیزنهایم می‌خواهد تا پیش از وقوع هر اتفاق ناگواری به نمایشش پایان دهد ولی آیزنهایم نمی‌پذیرد و درست پیش از آنکه بتوانند دستگیرش کنند در هوا معلق شده و ناپدید می‌شود.
بازرس اوهل در جستجوی آیزنهایم به خانهٔ او می‌رود ولی به جز یادداشت‌هایی در زمینهٔ شعبده‌بازی چیزی به‌دست نمی‌آورد. ناگهان چشمش به پوشه‌ای با عنوان «درخت پرتقال» می‌افتد و تصمیم می‌گیرد راز این شعبدهٔ معروف را بیابد. در پوشه هیچ چیز به جز چند کاغد سفید نیست تا اینکه چشمش به یک طراحی می‌افتد که چگونگی عملکرد گردن‌آویز خانهٔ مخفی‌داری که آیزنهایم برای سوفی ساخته بوده نمایش داده شده‌است.
دیدن این طرح بازرس را به یاد چیزی می‌اندازد. او به اصطبل کاخ ولیعهد بر می‌گردد و در میان کاه‌ها چیزی را می‌یابد. سپس پیش ولیعهد رفته و می‌گوید مدارکی به دست آورده که نشان می‌دهد عالیجناب قاتل است و این مدارک، گردن‌آویز پاره شدهٔ سوفی و نگین کنده شده از روی تیغهٔ شمشیر ولیعهد هستند. لئوپولد می‌خواهد تا بازرس در این باره سکوت کند اما می‌بیند که پدرش پادشاه و ژنرال‌ها دارند به سوی کاخ می‌آیند و در می‌یابد که بازرس آن‌ها را در جریان نقشه‌اش برای کودتا قرار داده است. سربازان به پشت در قفل شدهٔ اتاق ولیعهد می‌آیند و لئوپولد پیش از آنکه به دست آن‌ها دستگیر شود با شلیک گلوله‌ای در مغزش خود را می‌کشد.
پس از خروج بازرس از کاخ، پسربچه‌ای بسته‌ای را به او می‌دهد که همان پوشهٔ مربوط به شعبدهٔ «درخت پرتقال» است با این تفاوت که این بار تمام توضیحات مربوط به انجام این تردستی در پرونده موجود است. بازرس با شگفتی از پسربچه در مورد کسی که این بسته را به او داده می‌پرسد و پسر بچه نام آیزنهایم را می‌آورد. با شنیدن نام آیزنهایم بازرس دست در جیب خود کرده و در می‌یابد که گردن‌آویز سوفی دیگر آنجا نیست و آیزنهایم که تغییر قیافه داده بوده آن را از جیبش زده. با شناسایی آیزنهایم بازرس او را تا ایستگاه قطار دنبال می‌کند و در آنجاست که در می‌یابد مرگ سوفی تنها نمایشی ساختگی از جانب آن دو بوده تا ولیعهد لئوپولد را گیر بیندازند و می‌فهمد که هیچ چیز آنگونه که به نظر می‌رسد نمی‌باشد.

## بازیگران
- ادوارد نورتون در نقش آیزنهایم
- پل جیاماتی در نقش بازرس اوهل
- جسیکا بیل در نقش سوفی
- روفوس سیول در نقش ولیعهد لئوپولد
- ادوارد مارسن در نقش یوزف فیشر
- آرون جانسون در نقش آیزنهایم جوان
- النور تاملینسون در نقش سوفی جوان
- جیک وود در نقش یورکا
- تام فیشر در نقش ویلگات
- کارل جانسون
- مایکل کارتر

## تولید و فیلمبرداری
ریکی جی، جیمز فریدمن، مایکل وبر و اسکات پنروز به عنوان مشاور سکانس‌های مربوط به شعبده‌بازی با نیل برگر همکاری داشتند.
با وجودی که داستان فیلم در اتریش اتفاق می‌افتاد اما بیشتر آن در جمهوری چک فیلمبرداری شد.
شهرهای پراگ و تابور نمایشگر شهر وین بودند و صحنه‌های مربوط به دهکدهٔ دوران کودکی آیزنهایم در چسکی کروملف فیلمبرداری شد. کاخ ولیعهد، دژ تاریخی کاناپیشتیه در نزدیکی بنشوف بود که در گذشته به فرانتس فردیناند آرشیدوک اتریش تعلق داشت. دروارهٔ ورودی کاخ ولیعهد لئوپولد در وین نیز در اصل دروازهٔ ورودی قلعهٔ پراگ بود. سایر نماها در استودیوهای باراندوف در پراگ فیلمبرداری شد.

## ارتباط تاریخی
در سکانس مربوط به نمایش آیزنهایم در کاخ سلطنتی، او پرتره‌ای از امپراتور را به نمایش درمی آورد که شباهت بسیار نزدیکی به پرترهٔ واقعی فرانتس یوزف اول، امپراتور اتریش دارد. شخصیت لئوپولد نیز یادآور شاهزاده رودولف، ولیعهد اتریش و پسر فرانتس یوزف می‌باشد که پس از کشتن همسرش دست به خودکشی زد و باعث ایجاد یک رسوایی بین‌المللی و گمانه‌زنی‌های بسیار در این باره شد. پس از او آرشیدوک فرانتس فردیناند، برادرزادهٔ فرانتس یوزف اول به ولیعهدی رسید که با ترور او در ۲۸ ژوئن ۱۹۱۴، آتش جنگ جهانی اول شعله‌ور شد.